# بريا براكاش فاريير
بريا براكاش فاريير (بالانجليزية: Priya Prakash Varrier، بالماليالامية:  പ്രിയ പ്രകാശ് വാര്യർ)؛ (12 سبتمبر 1999 -)،  عارضة أزياء وممثلة هندية ،مثلت في السينما المالايالامية  ابتداء من فيلم "Oru Adaar Love" والذي كان من المفترض أن يتم عرضه في 3  مارس 2018، قبل أن يقرر صانعو الفيلم تأجيل موعد عرضه حتى 15 يونيو 2018؛ وذلك لتغيير قصة الفيلم وتوسيع دور بريا حتى يكون الدور المحوري بعد أن كان دورا هامشيا في قصة الفيلم الأصلية
.
حققت شهرة واسعة في وسائل التواصل الاجتماعي من خلال نشر مقطع فيديو قصير كإعلان ترويجي للفيلم، تم نشر المقطع في التاسع من فبراير 2018 وحصد ملايين المشاهدات في وقت قصير، لقبت بفتاة الغمزة. أصبحت واحدة من أكثر الأسماء الهندية بحثا على موقع جوجل لمدة ساعات. حصلت على أكثر من 600.000 متابع خلال 24 ساعة على حسابها في إنستغرام بعد نشر الفيديو وبهذا الرقم حصدت بريا المركز الثالث عالميا في قائمة أكثر الأشخاص كسبا لمتابعين إنستغرام خلال 24 ساعة بعد كايلي جينر وكريستيانو رونالدو.

## روابط خارجية
- بريا براكاش فاريير على موقع IMDb (الإنجليزية)
- بريا براكاش فاريير على موقع قاعدة بيانات الفيلم (الإنجليزية)